# 激光电源
激光电源（英語：laser power supply）可分為气体激光电源和固体激光电源，普通电压很难激发出激光，激光需要外界的激发才能出光，而激光电源即是激发激光器发光的部件，CO2激光器里面充的是CO2气体和少量其他气体，要想使CO2激光器发光，必须使CO2气体击穿才能导电，而击穿CO2气体需要很高的电压，例如80W的CO2激光器大约需要3万伏的高压，这部分电压就需要激光电源来提供。简单点就是激光电源是给激光器供电的部分。
激光电源除了提供高压来激发激光以外，通常还具有控制激光器的功能，通常的激光电源可以控制激光的开停和激光的功率大小，应用在工业激光机上就是可以接受激光机上的控制信号，根据电脑主板的信号雕刻出各种深浅不一的图案。